# کیجیمادایرا، ناگانو
کیجیمادایرا، ناگانو (به لاتین: Kijimadaira, Nagano) یک منطقهٔ مسکونی در ژاپن است که در Shimotakai District واقع شده‌است. کیجیمادایرا ۹۹٫۳۲ کیلومترمربع مساحت و ۴٬۵۴۷ نفر جمعیت دارد.

## خواهرخوانده
شهر چوفو، توکیو خواهرخواندهٔ کیجیمادایرا، ناگانو هست.